# Malabarfluitlijster
De Malabarfluitlijster (Myophonus horsfieldii) is een zangvogel uit de familie Muscicapidae (vliegenvangers).

## Verspreiding en leefgebied
Deze soort is endemisch in zuidwestelijk India.